# Chikkahattiholi, Khanapur
Chikkahattiholi là một làng thuộc tehsil Khanapur, huyện Belgaum, bang Karnataka, Ấn Độ.